# Hurt (Aksel Kankaanranta)
Hurt è un singolo del cantante finlandese Aksel Kankaanranta, pubblicato il 20 gennaio 2021 su etichetta discografica EMI Finland. Il brano è scritto da Gerard O'Connell, Kalle Lindroth e Joonas Angeria.
Il brano è stato selezionato per prendere parte a Uuden Musiikin Kilpailu 2021, la competizione canora finlandese utilizzata come processo di selezione per la scela del rappresentante eurovisiovo nazionale per l'Eurovision Song Contest 2021 a Rotterdam, nei Paesi Bassi.

## Tracce
1. Hurt – 2:59